# Calvados
Calvados este un departament în vestul Franței, situat în Normandia. Este unul dintre departamentele originale ale Franței create în urma Revoluției din 1790. Este numit după un grup de stânci din apropierea coastei de lângă localitatea Arromanches. Aici se găsesc marea majoritate a plajelor pe care a avut loc Debarcarea din Normandia în 6 iunie 1944.

## Localități selectate

### Prefectură
- Caen

### Sub-prefecturi
- Bayeux
- Lisieux
- Vire

### Alte orașe
- Deauville
- Hérouville-Saint-Clair

### Alte localități
- Cormelles-le-Royal
- Falaise

## Diviziuni administrative
- 4 arondismente;
- 49 cantoane;
- 705 comune;